# Выборы в Германии
Выборы в Федеративной Республике Германия бывают федеральные (выборы в Бундестаг — парламент Германии), региональные (в ландтаги — парламенты земель) и местные (выборы в органы местного самоуправления). Также проходят выборы в Европейский парламент и выборы Федерального президента Германии, на которых голосуют члены Федерального собрания.
Несколько статей в нескольких частях Основного закона ФРГ регулируют выборы и устанавливают конституционные требования, такие как тайное голосование и требование о том, чтобы все выборы проводились свободным и справедливым образом. Основной закон также требует, чтобы федеральный законодательный орган принял подробные федеральные законы, регулирующие выборы. Одной из таких статей является статья 38 о выборах депутатов в Бундестаг. Статья 38.2 Основного закона устанавливает всеобщее избирательное право: «Избирать имеет право любое лицо, достигшее восемнадцати лет; избранным может быть любое лицо, достигшее совершеннолетия».
Федеральные выборы в Германии предназначены для избрания всех членов Бундестага, которые, в свою очередь, определяют, кто будет канцлером Германии. Последние федеральные выборы состоялись в 2021 году.

## Избирательная система

Политическая система Германии

Федеральный законодательный орган в Германии — Бундестаг (Федеральное собрание), представляющий собой однопалатный парламент; Бундесрат (Федеральный совет) — один из пяти постоянно действующих конституционных органов страны, представляет интересы земель и не считается палатой, поскольку его члены не избираются. Бундестаг из 598 номинальных членов, которые избираются по смешанной избирательной системе. Половина, 299 членов, избираются в одномандатных округах путём голосования по принципу первого проголосовавшего, а ещё 299 членов выделяются из партийных списков для достижения пропорционального распределения в законодательном органе. Количество избранных депутатов может превышать номинальное число в 598 членов: например, на федеральных выборах 2009 года было избрано в общей сложности 622 депутата. Это вызвано тем, что более крупные партии выигрывают дополнительные одномандатные округа сверх общего количества, определяемого их пропорциональным партийным голосованием.
В соответствии с пунктом 1-м 39-й статьи Основного закона выборы Бундестага проводятся раз в четыре года, не ранее чем через 46 и не позднее чем через 48 месяцев после начала избирательного периода. Выборы могут быть проведены раньше в исключительных конституционных обстоятельствах: например, если канцлер утратит доверие в Бундестаге, то прежде чем депутаты смогут проголосовать за нового канцлера, канцлер может обратиться к Федеральному президенту с просьбой распустить парламент и провести выборы. Если Бундестаг будет распущен до истечения четырёхлетнего периода, выборы должны быть проведены в течение 60 дней. Точная дата выборов выбирается президентом и должна приходиться на воскресенье или государственный праздник.
Каждый избиратель голосует дважды, один раз за кандидата, избираемого по мажоритарной системе в своём округе, и второй раз за партийный список. Парламентские места получают только те партии, которые или набрали не менее 5 % голосов, поданных за свой партийный список, или победили не менее чем в трёх одномандатных округах. Количество мест, получаемых прошедшей в бундестаг партией, пропорционально количеству голосов, поданных за её список, и вычисляется по методу Сент-Лагю. Эти места заполняются теми кандидатами от партии, которые одержали победу в своих одномандатных округах. Если таких кандидатов меньше, чем полученных партией мандатов, то оставшиеся парламентские места заполняются согласно партийному списку. Если же кандидатов от партии, победивших в одномандатных округах, больше, чем общее количество мандатов, полученных партией, то для таких кандидатов в бундестаг вводятся мандаты на переуступку мест.
Правом голоса и правом на выдвижение кандидатуры имеют граждане Германии старше 18 лет, прожившие в Германии не менее трёх месяцев.
Подсчёт голосов на общенациональном уровне осуществляет Федеральный избирательный комитет (Bundeswahlausschuss), во главе с Федеральным избирательным руководителем (Bundeswahlleiter), на региональном уровне — земельный избирательный комитет (Landeswahlausschuss), во главе с земельным избирательным руководителем (Landeswahlleiter), на районном уровне — районный избирательный комитет (Kreiswahlausschuss), во главе с районным избирательным руководителем (Kreiswahlleiter), избирательные правления (Wahlvorstand) во главе с избирательным старостой (Wahlvorsteher).
Избиратели на выборах в бундестаг голосуют дважды: кандидата в своём е, и списки используются для того, чтобы баланс партий соответствовал распределению вторых голосов.
В Германии существует многопартийная система с двумя сильными политическими партиями и несколькими третьими партиями, также представленными в Бундестаге. С 1990 года в Бундестаге представлены не менее шести партий.
В 2008 году Федеральный конституционный суд установил, что положение Федерального закона о выборах позволяло партии иметь отрицательный вес голосов, тем самым теряя места из-за большего количества голосов, и решил, что это нарушает конституционную гарантию равной и прямой избирательной системы. Суд дал три года на внесение поправок в закон. Соответственно, федеральные выборы 2009 года проводились в соответствии с предыдущей системой. Изменения должны были быть внесены к 30 июня 2011 года, в реальности же новый закон о выборах был принят только в конце 2011 года, но Федеральный конституционный суд и его объявил неконституционным по искам оппозиционных партий и группы из примерно 4000 частных лиц. Наконец, четыре из пяти фракций в Бундестаге договорились о реформе избирательной системы, в соответствии с которой количество мест в Бундестаге будет увеличено настолько, насколько это необходимо для обеспечения полной пропорциональности в соответствии с долей политической партии в голосах за партийные списки на федеральном уровне. Бундестаг одобрил и ввел в действие новую избирательную реформу в феврале 2013 года.

## История
Первые в истории Германии парламентские выборы прошли 1 мая 1848 года, когда в 38 государствах Германского союза были избраны члены Франкфуртского национального собрания, первого общегерманского парламента. В ходе длительных дебатов, продолжавшихся почти год, Собрание разработало проект так называемой Конституции Паульскирхе, построенной на принципах парламентской демократии. Конституция отвечала основным требованиям, выдвигавшимся в домартовский период либеральными и националистическими общественными силами, которые с 1815 года находились в оппозиции к системе Меттерниха. В частности, она предусматривала целый перечень основных конституционных прав и свобод, а также учреждение конституционной монархии во главе с наследным кайзером. В результате, Франкфуртское собрание и разработанная им конституция потерпели крах, столкнувшись с отказом короля Пруссии Фридриха Вильгельма IV от предложенного ему титула кайзера.
Следующими выборами стали выборы в Учредительный Рейхстаг в феврале 1867 года, на которых лидерами стали Национал-либеральная партия (20,2 % голосов избирателей и 78 мандатов из 297) и прусская Консервативная партия (16,9 % и 63 места). В августе того же года состоялись выборы северогерманского Рейхстага, на которых вновь победили национал-либералы (18,0 % и 80 мест из 297) и консерваторы (20,9 % и 66 мест). После объединения Германии при императоре Вильгельме I в 1871 году были проведены выборы в Германский рейхстаг. Рейхстаг мог быть распущен кайзером.
После Ноябрьской революции 1918 года избирательная система изменилась с мажоритарной на пропорциональную, избирательный возраст был снижен с 25 до 20 лет, женщинам было предоставлено право голоса.
После захвата власти нацистами в январе 1933 года были проведены ещё одни федеральные выборы, которые стали последними конкурентными выборами перед Второй мировой войной, хотя они уже не были ни свободными, ни честными. Насилие и запугивание со стороны CA, SS и «Стального шлема» в отношении профсоюзных деятелей, коммунистов, социал-демократов и даже правоцентристских политиков-католиков продолжались в течение нескольких месяцев. 27 февраля, сразу после поджога Рейхстага и незадолго до выборов, Указ рейхспрезидента о защите народа и государства приостановил свободу печати и большинство гражданских свобод. Последовали массовые аресты, в том числе всех депутатов-коммунистов и нескольких социал-демократов. 50 000 членов ХИПО (вспомогательной нацистской полиции) «наблюдали» за избирательными участками в день выборов, чтобы ещё больше запугать избирателей. Хотя НСДАП показала лучшие результаты, чем на выборах в ноябре 1932 года, она всё же набрала лишь 33 % голосов. Посадив одних своих соперников в тюрьму и запугивая других, нацисты смогли взять под контроль рейхстаг. Всего через две недели после выборов был принят Закон о чрезвычайных полномочиях, который фактически дал Гитлеру диктаторскую власть. Перед войной в нацистской Германии выборы проводились трижды. Каждый раз они проходили в форме референдума с одним вопросом, когда избирателям предлагалось утвердить заранее определённый список кандидатов, состоящий исключительно из нацистов и номинально независимых «гостей» партии.

### Выборы в Германской империи
| Выборы | Даты       | Победившая партия | Лидер                 | Голоса | Мест       | Явка   | Монарх (срок)            |
| ------ | ---------- | ----------------- | --------------------- | ------ | ---------- | ------ | ------------------------ |
| 1871   | 3 марта    | Национал-либералы | Рудольф фон Беннигсен | 29,0 % | 117 из 382 | 51,0 % | Вильгельм I (1871–1888)  |
| 1874   | 10 января  | Национал-либералы | Рудольф фон Беннигсен | 26,9 % | 147 из 397 | 61,2 % | Вильгельм I (1871–1888)  |
| 1877   | 10 января  | Национал-либералы | Рудольф фон Беннигсен | 26,7 % | 127 из 397 | 60,6 % | Вильгельм I (1871–1888)  |
| 1878   | 30 июля    | Национал-либералы | Рудольф фон Беннигсен | 22,4 % | 97 из 397  | 63,3 % | Вильгельм I (1871–1888)  |
| 1881   | 27 октября | Центристы         | Людвиг Виндтхорст     | 23,1 % | 100 из 397 | 56,3 % | Вильгельм I (1871–1888)  |
| 1884   | 28 октября | Центристы         | Людвиг Виндтхорст     | 22,5 % | 99 из 397  | 60,6 % | Вильгельм I (1871–1888)  |
| 1887   | 21 февраля | Национал-либералы | Рудольф фон Беннигсен | 21,9 % | 98 из 397  | 77,5 % | Вильгельм I (1871–1888)  |
| 1890   | 20 февраля | Центристы         | Людвиг Виндтхорст     | 18,6 % | 107 из 397 | 71,6 % | Вильгельм II (1888–1918) |
| 1893   | 15 июня    | Центристы         | Франц фон Баллестрем  | 19,1 % | 96 из 397  | 72,5 % | Вильгельм II (1888–1918) |
| 1898   | 16 июня    | Центристы         | Франц фон Баллестрем  | 18,8 % | 102 из 397 | 68,1 % | Вильгельм II (1888–1918) |
| 1903   | 16 июня    | Центристы         | Франц фон Баллестрем  | 19,8 % | 100 из 397 | 76,1 % | Вильгельм II (1888–1918) |
| 1907   | 25 января  | Центристы         | Франц фон Баллестрем  | 18,8 % | 101 из 397 | 84,7 % | Вильгельм II (1888–1918) |
| 1912   | 12 января  | Социал-демократы  | Август Бебель         | 34,8 % | 110 из 397 | 84,9 % | Вильгельм II (1888–1918) |

### Выборы в Веймарской Германии
| Выборы | Даты        | Победившая партия | Лидер           | Голоса | Мест       | Явка   | Президент (срок)                 |
| ------ | ----------- | ----------------- | --------------- | ------ | ---------- | ------ | -------------------------------- |
| 1919   | 19 января   | Социал-демократы  | Филипп Шейдеман | 37,9 % | 163 из 423 | 83,0 % | Фридрих Эберт (1919–1925)        |
| 1920   | 6 июня      | Социал-демократы  | Отто Вельс      | 21,9 % | 103 из 459 | 79,2 % | Фридрих Эберт (1919–1925)        |
| 1924   | 4 мая       | Социал-демократы  | Отто Вельс      | 20,5 % | 100 из 472 | 77,4 % | Фридрих Эберт (1919–1925)        |
| 1924   | 7 декабря   | Социал-демократы  | Отто Вельс      | 26,0 % | 131 из 493 | 78,8 % | Фридрих Эберт (1919–1925)        |
| 1928   | 20 мая      | Социал-демократы  | Отто Вельс      | 29,8 % | 153 из 397 | 75,6 % | Пауль фон Гинденбург (1925–1934) |
| 1930   | 14 сентября | Социал-демократы  | Отто Вельс      | 24,5 % | 143 из 577 | 82,0 % | Пауль фон Гинденбург (1925–1934) |
| 1932   | 31 июля     | Нацисты           | Адольф Гитлер   | 37,3 % | 230 из 608 | 84,1 % | Пауль фон Гинденбург (1925–1934) |
| 1932   | 6 ноября    | Нацисты           | Адольф Гитлер   | 33,1 % | 196 из 584 | 80,6 % | Пауль фон Гинденбург (1925–1934) |

### Выборы в нацистской Германии
| Выборы | Даты                  | Победившая партия | Лидер         | Голоса | Мест       | Явка   | Президент (срок)                 |
| ------ | --------------------- | ----------------- | ------------- | ------ | ---------- | ------ | -------------------------------- |
| 1933   | 5 марта               | Нацисты           | Адольф Гитлер | 43,9 % | 288 из 647 | 88,7 % | Пауль фон Гинденбург (1925–1934) |
| 1933   | 12 ноября             | Нацисты           | Адольф Гитлер | 92,1 % | 661 из 661 | 95,3 % | Пауль фон Гинденбург (1925–1934) |
| 1936   | 29 марта              | Нацисты           | Адольф Гитлер | 98,8 % | 741 из 741 | 99,0 % | Адольф Гитлер (1934–1945)        |
| 1938   | 10 апреля и 4 декабря | Нацисты           | Адольф Гитлер | 99,1 % | 814 из 814 | 99,6 % | Адольф Гитлер (1934–1945)        |

### Выборы в ГДР

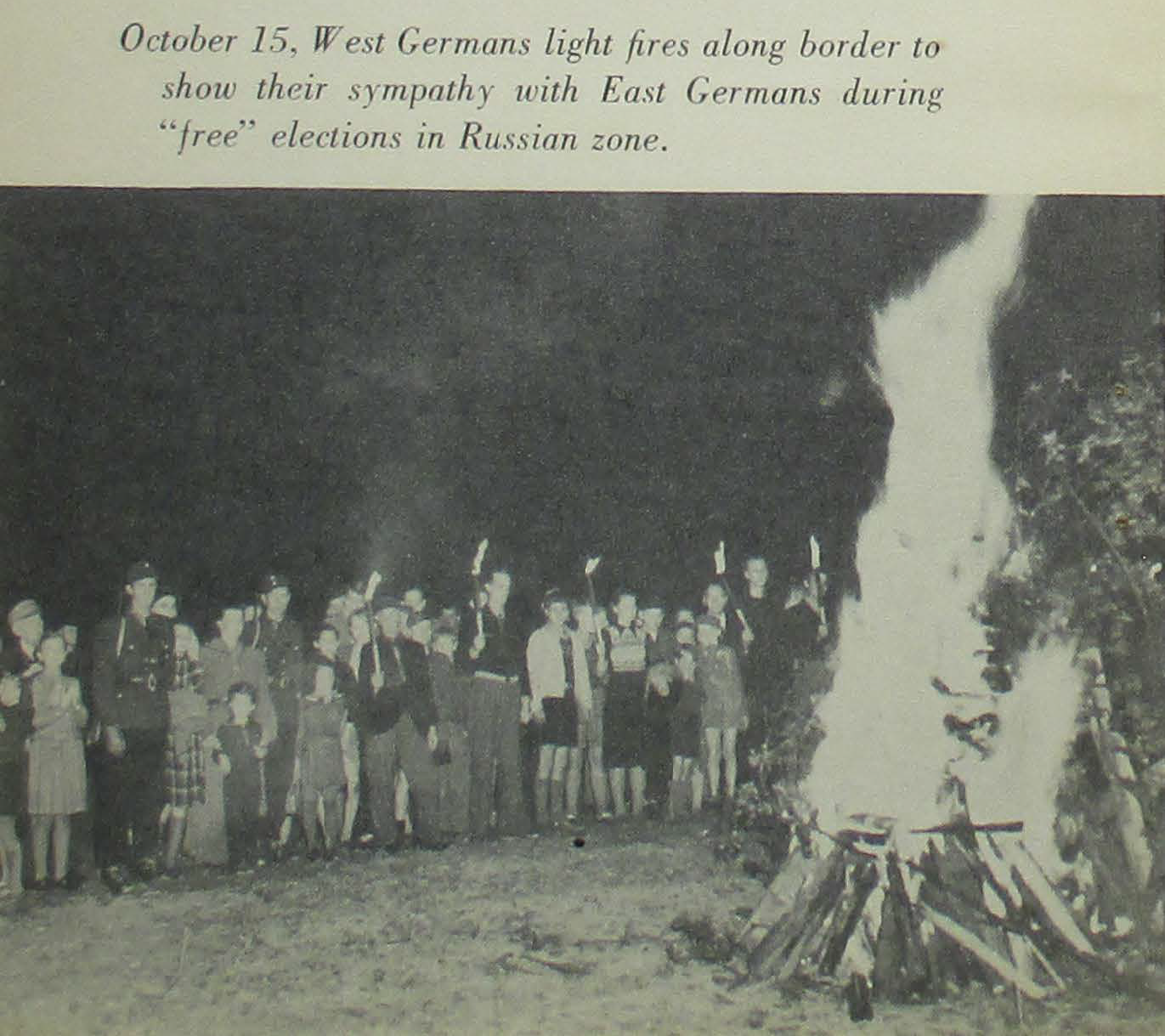
Западные немцы жгут костры на границе в поддержку восточногерманских соотечественников в ночь подсчёта голосов на так называемых «свободных выборах» в советской зоне оккупации

Выборы в Народную палату ГДР не были ни демократическими, ни конкурентными, несмотря на наличие в стране многопартийности, которая, впрочем, во многом носила формальный характер. Даже на первых в истории ГДР выборах 1949 года, избиратели не выбирали участников III Народного конгресса, а могли лишь проголосовать «за единство Германии и справедливый мирный договор» и тем самым отдать свой голос за «Единый список» от «Блока антифашистских демократических партий», в котором доминировала просоветская Социалистическая единая партия Германии (СЕПГ). На последующих парламентских выборах в ГДР избирателям предлагался единый список Национального фронта, который включал в себя СЕПГ, остальные четыре зарегистрированные в стране партии, а также общественные организации: молодёжную, детскую, женскую, спортивную, профсоюзы, потребкооперативы, крестьянские и творческие союзы, пацифистские и гуманитарные организации.
До падения Берлинской стены в Восточной Германии не было свободных выборов. Избирательные участки находились под наблюдением органов государственной безопасности, а правящая партия СЕПГ представляла избирателям список предложенных кандидатов. Избиратели, согласные со списком кандидатов, просто складывали бюллетень без пометок пополам и опускали его в урну для голосования. По желанию можно было войти в кабину для голосования, чтобы удалить из списка любых кандидатов, которых избиратель не хотел видеть депутатами. Голосование в кабине считалось подозрительным и отмечалось органами госбезопасности, что могло привести к последствиям для голосующего. Избиратели из Восточной Германии обычно называли процесс голосования «складыванием» (falten). По результатам выборов до 1990 года обычно 99 % избирателей поддерживали предложенный список кандидатов. Вдобавок к этому правительство занималось мошенничеством на выборах и часто фальсифицировало как результаты, так и процент явки избирателей, даже на муниципальных выборах в мае 1989 года.
Первыми и последними свободными выборами, проведёнными в ГДР, были выборы 18 марта 1990 года. Они же стали первыми на которых правящая СЕПГ потерпела поражение и была вынуждена перейти в оппозицию. По итогам выборов 1990 года сформировалось правительство, главной задачей которого было провести переговоры об объединении Германии.

#### Избирательная система ГДР
До 1952 году избирательными округами были земли, до 1963 года — округа, в 1963 году была введена система производственных избирательных округов (территории на которых преобладают родственные отрасли промышленности). В 1957 году существовало 24 избирательных округов, в 1963 году — 67.
Подсчёт голосов осуществляли избирательные комитеты. Республиканский избирательный комитет республики назначался Правительством ГДР, а его председателем являлся министр внутренних дел.
До 1963 года дату выборов назначала Народная палата (в органы местного самоуправления — правительство), с 1963 года — Государственный совет ГДР, не позднее чем через 60 дней после окончания срока полномочий и не позднее чем через 45 дней после роспуска.
Активное избирательное право — с 18 лет, пассивное — с 21 года. В 1963 году был введён приоритет представительства работников той отрасли которая преобладает в производственном избирательном округе (вместе с тем было установлено минимальное обновление органов местного самоуправления на треть после каждых выборов).
До 1963 года выборы проходили по пропорциональной избирательной системе, с 1963 года была введена мажоритарная, в обоих случаях с открытым списком, теоретически были возможны кумулятивный вотум и панаширование, однако в условиях ГДР эти механизмы не работали. Порог явки на выборах и заградительный барьер отсутствовали. Проверка действительности выборов осуществлялась самой Народной палатой.

#### Список выборных кампаний
| Выборы | Даты       | Победившая партия | Лидер            | Голоса | Мест        | Явка   | Президент (срок)             |
| ------ | ---------- | ----------------- | ---------------- | ------ | ----------- | ------ | ---------------------------- |
| 1949   | 15—16 мая  | СЕПГ              | Вильгельм Пик    | 66,1 % | 450 из 1525 | 95,2 % | Вильгельм Пик (1949–1960)    |
| 1950   | 15 октября | СЕПГ              | Вальтер Ульбрихт | 99,7 % | 110 из 466  | 63,3 % | Вильгельм Пик (1949–1960)    |
| 1954   | 17 октября | СЕПГ              | Вальтер Ульбрихт | 99,5 % | 117 из 466  | 98,4 % | Вильгельм Пик (1949–1960)    |
| 1958   | 16 ноября  | СЕПГ              | Вальтер Ульбрихт | 99,9 % | 117 из 466  | 98,9 % | Вильгельм Пик (1949–1960)    |
| 1963   | 20 октября | СЕПГ              | Вальтер Ульбрихт | 99,9 % | 127 из 500  | 99,3 % | Вальтер Ульбрихт (1960–1973) |
| 1967   | 2 июля     | СЕПГ              | Вальтер Ульбрихт | 99,9 % | 127 из 500  | 98,8 % | Вальтер Ульбрихт (1960–1973) |
| 1971   | 15 июня    | СЕПГ              | Эрих Хонеккер    | 99,9 % | 127 из 500  | 98,5 % | Вальтер Ульбрихт (1960–1973) |
| 1976   | 17 октября | СЕПГ              | Эрих Хонеккер    | 99,9 % | 127 из 500  | 98,6 % | Вилли Штоф (1973–1976)       |
| 1981   | 14 июня    | СЕПГ              | Эрих Хонеккер    | 99,9 % | 127 из 500  | 99,2 % | Эрих Хонеккер (1976–1989)    |
| 1986   | 8 июня     | СЕПГ              | Эрих Хонеккер    | 99,9 % | 127 из 500  | 99,7 % | Эрих Хонеккер (1976–1989)    |
| 1990   | 12 января  | ХДС ГДР           | Лотар де Мезьер  | 40,8 % | 163 из 400  | 93,4 % | Манфред Герлах (1989–1990)   |

## Федеральные выборы
| Выборы | Дата        | Победившая партия                      | Лидер               | Голоса | Мест       | Явка   | Президент (срок)                      |
| ------ | ----------- | -------------------------------------- | ------------------- | ------ | ---------- | ------ | ------------------------------------- |
| 1949   | 14 августа  | Христианско-демократический союз       | Конрад Аденауэр     | 25,2 % | 115 из 402 | 78,5 % | должность вакантна                    |
| 1953   | 6 сентября  | Христианско-демократический союз       | Конрад Аденауэр     | 36,4 % | 197 из 509 | 86,0 % | Теодор Хойс (1949—1959)               |
| 1957   | 15 сентября | Христианско-демократический союз       | Конрад Аденауэр     | 39,7 % | 222 из 519 | 87,8 % | Теодор Хойс (1949—1959)               |
| 1961   | 17 сентября | Христианско-демократический союз       | Конрад Аденауэр     | 35,8 % | 201 из 521 | 87,7 % | Карл Генрих Любке (1959—1969)         |
| 1965   | 19 сентября | Христианско-демократический союз       | Людвиг Эрхард       | 37,8 % | 201 из 518 | 86,8 % | Карл Генрих Любке (1959—1969)         |
| 1969   | 28 сентября | Христианско-демократический союз       | Курт Георг Кизингер | 36,6 % | 201 из 518 | 86,7 % | Густав Вальтер Хайнеман (1969—1974)   |
| 1972   | 19 ноября   | Социал-демократическая партия Германии | Вилли Брандт        | 45,9 % | 242 из 518 | 91,1 % | Густав Вальтер Хайнеман (1969—1974)   |
| 1976   | 3 октября   | Социал-демократическая партия Германии | Гельмут Шмидт       | 42,6 % | 224 из 518 | 90,7 % | Вальтер Шеель (1974—1979)             |
| 1980   | 5 октября   | Социал-демократическая партия Германии | Гельмут Шмидт       | 42,9 % | 228 из 519 | 88,6 % | Карл Карстенс (1979—1984)             |
| 1983   | 6 марта     | Христианско-демократический союз       | Гельмут Коль        | 38,2 % | 202 из 520 | 89,1 % | Карл Карстенс (1979—1984)             |
| 1987   | 25 января   | Христианско-демократический союз       | Гельмут Коль        | 34,5 % | 185 из 519 | 84,3 % | Рихард фон Вайцзеккер (1984—1994)     |
| 1990   | 25 октября  | Христианско-демократический союз       | Гельмут Коль        | 36,7 % | 268 из 662 | 77,8 % | Рихард фон Вайцзеккер (1984—1994)     |
| 1994   | 16 октября  | Христианско-демократический союз       | Гельмут Коль        | 34,2 % | 244 из 672 | 79,0 % | Роман Херцог (1994—1999)              |
| 1998   | 27 сентября | Социал-демократическая партия Германии | Герхард Шрёдер      | 40,9 % | 298 из 669 | 82,2 % | Роман Херцог (1994—1999)              |
| 2002   | 22 сентября | Социал-демократическая партия Германии | Герхард Шрёдер      | 38,5 % | 251 из 603 | 79,1 % | Йоханнес Рау (1999—2004)              |
| 2005   | 18 сентября | Христианско-демократический союз       | Ангела Меркель      | 27,8 % | 180 из 614 | 77,7 % | Хорст Кёлер (2004—2010)               |
| 2012   | 27 сентября | Христианско-демократический союз       | Ангела Меркель      | 27,3 % | 194 из 622 | 70,8 % | Хорст Кёлер (2004—2010)               |
| 2013   | 22 октября  | Христианско-демократический союз       | Ангела Меркель      | 34,1 % | 255 из 631 | 71,5 % | Йоахим Вильгельм Гаук (2012—2017)     |
| 2017   | 24 сентября | Христианско-демократический союз       | Ангела Меркель      | 26,8 % | 200 из 709 | 76,2 % | Франк-Вальтер Штайнмайер (2017—н. в.) |
| 2021   | 26 сентября | Социал-демократическая партия Германии | Олаф Шольц          | 25,7 % | 206 из 736 | 76,6 % | Франк-Вальтер Штайнмайер (2017—н. в.) |
| 2025   | 23 февраля  | Христианско-демократический союз       | Фридрих Мерц        | 28,5 % | 208 из 630 | 82,5 % | Франк-Вальтер Штайнмайер (2017—н. в.) |

1. ↑  Партия, которая по итогам выборов смогла сформировать правительство.
2. ↑  Голоса за партийные списки.
3. ↑  Учитывая места от Западного Берлина в период с 1953 по 1987 годы.
4. ↑  Социал-демократы обошли своих соперников из ХДС и по голосам и по мандатам, но им пришлось сформировать правительство т.н. «Большой коалиции» с ХДС/ХСС во главе с Ангелой Меркель.

## Региональные выборы
Выборы в ландтаги (земельные парламенты) проводятся в соответствии с правилами, установленными самими землями. Как правило, они проводятся в соответствии с той или иной формой пропорционального представительства по партийным спискам, либо такой же, как в федеральной системе, либо в её упрощенной версии. Период выборов обычно составляет от четырёх до пяти лет, а даты выборов варьируются в разных землях.

## Местные выборы
Местные выборы в Германии (нем. Kommunalwahlen) включают выборы в большинство региональных и местных административно-территориальных единиц, если их представители не назначаются или не избираются другим собранием или органом власти. На местных выборах избираются члены представительных органов районов, городов, в том числе внерайонных городов и различных других административных единиц. В городах местные выборы обычно включают голосование за бургомистра. Небольшие деревни и поселения могут избрать представителя (нем. Ortsvorsteher) с ограниченными административными полномочиями. Местные выборы также часто сочетаются с опросами по важным местным вопросам и вопросам, представляющим общественный интерес (например, строительство местных дорог или других объектов инфраструктуры). Хотя такие опросы в большинстве случаев не имеют обязательной юридической силы, их результаты оказывают значительное влияние на местные политические решения.
После подписания Маастрихтского договора 1992 года об укреплении европейской интеграции Германия и другие государства-члены ЕС предоставили иностранцам из других стран ЕС право голосовать на местных выборах в принимающей стране. В Германии иностранные граждане ЕС получили право голосовать на выборах на районном и муниципальном уровне после того, как немецкие земли адаптировали свои правила в период с 1995 по 1998 год.
Кроме того мигранты избирают свои мигрантские советы.

## Европейские выборы
Выборы в Европейский парламент в Германии проводятся с 1979 года, с того момента когда он стал избираться населением. Германия является избирательным округом по выборам Европарламента. В настоящее время Германию представляют в Европейском парламенте девяносто шесть депутатов, больше, чем любую другую страну-члена округе Европейского союза.
| Выборы | Дата    | Победившая партия                      | Лидер               | Голоса   | Мест     | Явка    |
| ------ | ------- | -------------------------------------- | ------------------- | -------- | -------- | ------- |
| 1979   | 10 июня | Социал-демократическая партия Германии | Вилли Брандт        | 40,8 %   | 35 из 81 | 65,7 %  |
| 1984   | 17 июня | Христианско-демократический союз       |                     | 37,5 %   | 34 из 81 | 56,8 %  |
| 1989   | 18 июня | Социал-демократическая партия Германии | 37,3 %              | 31 из 81 | 62,3 %   |         |
| 1994   | 12 июня | Социал-демократическая партия Германии | 32,2 %              | 40 из 99 | 60,0 %   |         |
| 1999   | 13 июня | Христианско-демократический союз       | 39,3 %              | 43 из 99 | 45,2 %   |         |
| 2004   | 13 июня | Христианско-демократический союз       | 36,5 %              | 40 из 99 | 43,0 %   |         |
| 2009   | 7 июня  | Христианско-демократический союз       | Ханс-Герт Пёттеринг | 30,7 %   | 34 из 99 | 43,3 %  |
| 2014   | 25 мая  | Христианско-демократический союз       | Дэвид Макаллистер   | 30,0 %   | 29 из 96 | 48,1 %  |
| 2019   | 26 мая  | Христианско-демократический союз       | Манфред Вебер       | 22,6 %   | 23 из 96 | 61,4 %  |
| 2024   | 9 июня  | Христианско-демократический союз       | Манфред Вебер       | 30,02 %  | 24 из 96 | 64,78 % |

## Президентские выборы

### Выборы рейхспрезидента
Пост президента в Германии был введён в 1919 году после ликвидации монархии. В Веймарской республике рейхспрезидент обладал широкими полномочиями, являясь фактической заменой кайзера. В частности, согласно Веймарской конституции глава государства мог распустить Рейхстага (ст. 25), назначать и увольнять рейхсканцлера (ст. 53), являлся главнокомандующим рейхсвером (ст. 47). Кроме того в соответствии со статьёй 48 в спорных случаях рейхспрезидент получал всю полноту власти в случае объявления чрезвычайного положения («временный диктатор»). Избирался рейхспрезидент на семь лет, количество сроков нахождения в должности не было ограничено. Возрастной ценз для гражданина, баллотирующегося на должность Президента был установлен в 35 лет.
Порядок избрания более конкретно был закреплен в Законе об избрании Рейхсрезидента (Gesetz über die Wahl des Reichspräsidenten), принятом 4 мая 1920 года. Закон предусматривал всенародное прямое и тайное голосование. Для победы в первом туре было необходимо набрать абсолютное большинство голосов, во втором — относительное. При этом во втором туре в бюллетень для голосования могли быть внесены новые кандидатуры. Особенность действовавшего германского законодательства о выборах заключалась в том, что первый тур выборов преимущественно имёл счётное значение. Во второй тур должны были выйти кандидаты, не собравшие большинство голосов, а поддержанные партиями, которые выдвинули кандидатов, в соответствии с полученными ими голосами в том случае, если ни один из кандидатов не получал абсолютного числа голосов.
Первым президентом Веймарской республики стал один из лидеров СДПГ Фридрих Эберт, глава первого правительства революционой Германии. Так как Конституция, предусматривавшая прямое всенародное голосование, не была завершена, а глава государства требовался немедленно, то президента выбрали члены Национального собрания 11 февраля 1919 года. За Эберта, выдвинутого партиями Веймарской коалиции (социал-демократы, центристы и демократы) проголосовали 277 депутатов из 379 проголосовавших (73,1 %).
В 1925 году прошли первые всенародные выборы рейхспрезидента. В результате голосования, состоявшегося 29 марта 1925 года ни один из баллотировавшихся кандидатов не был избран новым рейхспрезидентом. Повторное голосование прошло 26 апреля 1925 года. Лидеры первого тура, Карл Яррес (ННП), поддержанный консерваторами, и социал-демократ Отто Браун, в нём не участвовали. Во втором туре избирателям пришлось выбирать между участниками первого тура, Вильгельмом Марксом (Партия Центра), которого поддержал «Народный блок», и коммунистом Эрнстом Тельманом, к которым добавился третий кандидат, генерал-фельдмаршал Пауль фон Гинденбург, герой Первой мировой войны. Гинденбурга выдвинул Имперский блок (Reichsblock), в который вошли Немецкая национальная народная партия, Немецкая народная партия, Баварская народная партия, Баварский крестьянский союз, Экономическая партия и Немецко-Ганноверская партия. Итогом стала победа Гинденбурга, набравшего 48,29 % голосов избирателей.
В 1932 году состоялись вторые и последние всенародные выборы рейхспрезидента. Первый тур состоялся 13 марта и победителем стал действующий рейхспрезидент Пауль фон Гинденбург, за которого проголосовали 49,5 % избирателей. Рейхсканцлер Адольф Гитлер получил 30,2 % голосов. Избирательная кампания перед вторым туром выборов оказалась исключительно короткой и интенсивной. Чрезвычайным постановлением были запрещены все предвыборные мероприятия во время празднования Пасхи и фактически агитация проводилась лишь в период с 4 по 9 апреля. Повторное голосование состоялось 10 апреля. Победителем стал Пауль фон Гинденбург, набравший 53 % голосов.
После прихода национал-социалистов к власти президентские выборы не проводились. Президент Гинденбург умер в 1934 году, до окончания срока полномочий, однако внеочередные выборы назначены не были. Вместо них был проведен Всегерманский референдум об объединении постов президента и главы правительства. В результате объединённый пост главы государства и правительства занял действующий рейхсканцлер Адольф Гитлер, принявший наименование «Вождь и государственный канцлер» (нем. Führer und Reichskanzler).

### Выборы президента ГДР
Должность Президента ГДР была введена в 1949 году. Президент осуществлял высшее представительство Республики, принимал присягу членов Правительства, обнародовал законы, заключал и подписывал международные договоры, аккредитовывал и принимал послов и посланников, по рекомендации Народной Палаты объявлял помилование. Избирался на совместном заседании Палаты Земель и Народной Палаты сроком на 4 года и приносил присягу на совместном заседании палат. Президентом ГДР мог быть избран любой гражданин старше 35 лет. Президент мог быть смещён совместным решением обеих палат большинством в две трети голосов (Конституция ГДР, статья 103). Приказы (Anordnung) и распоряжения (Verfügungen) Президента ГДР вступали в силу после подписания премьер-министром и одним из министров. В случае необходимости Президент ГДР замещался Председателем Народной Палаты. 11 октября 1949 года первым и единственным Президентом ГДР был избран один из двух Председателей правящей СЕПГ — Вильгельм Пик, в 1953 и 1957 году он был переизбран соответственно на второй и третий срок, после его смерти в 1960 году должность Президента ГДР была упразднена. Формальный главой Республики был Председатель Государственного совета ГДР. В 1990 году должность была восстановлена, но президент не был избран.

### Выборы Президента ФРГ
Должность Федерального президента (нем. Bundespräsident) была учреждена в 1949 году. Президента ФРГ избирается сроком на пять лет большинством голосов Федеральным собранием — конституционным органом, созываемым специально для этой цели. В его состав входят депутаты бундестага и такое же число делегатов, избираемых ландтагами (земельными парламентами) согласно принципам пропорциональности.
| Выборы | Дата        | Победитель               | Партия                                 | Голоса       | %      | Прим.                                                               |
| ------ | ----------- | ------------------------ | -------------------------------------- | ------------ | ------ | ------------------------------------------------------------------- |
| 1949   | 12 сентября | Теодор Хойс              | Свободная демократическая партия       | 416 из 770   | 51,7 % | Избран во втором туре при поддержке ХДС/ХСС и НП                    |
| 1954   | 17 июля     | Теодор Хойс              | Свободная демократическая партия       | 871 из 1018  | 85,6 % | Избран в первом туре при поддержке ХДС/ХСС, СДПГ и НП               |
| 1959   | 1 июля      | Карл Генрих Любке        | Христианско-демократический союз       | 536 из 1038  | 50,7 % | Избран во втором туре при поддержке ХСС и НП                        |
| 1964   | 1 июля      | Карл Генрих Любке        | Христианско-демократический союз       | 710 из 1042  | 68,1 % | Избран в первом туре при поддержке ХСС и СДПГ                       |
| 1969   | 5 марта     | Густав Вальтер Хайнеман  | Социал-демократическая партия Германии | 512 из 1036  | 49,4 % | Избран в третьем туре при поддержке СвДП                            |
| 1974   | 23 мая      | Вальтер Шеель            | Свободная демократическая партия       | 530 из 1036  | 51,2 % | Избран в первом туре при поддержке СДПГ                             |
| 1979   | 23 мая      | Карл Карстенс            | Христианско-демократический союз       | 528 из 1036  | 51,0 % | Избран в первом туре при поддержке ХСС                              |
| 1984   | 23 мая      | Рихард фон Вайцзеккер    | Христианско-демократический союз       | 832 из 1040  | 80,0 % | Избран в первом туре при поддержке ХСС, СДПГ и СвДП                 |
| 1989   | 23 мая      | Рихард фон Вайцзеккер    | Христианско-демократический союз       | 881 из 1038  | 84,9 % | Избран в первом туре при поддержке ХСС, СДПГ, СвДП и «Зелёных»      |
| 1994   | 23 мая      | Роман Херцог             | Христианско-демократический союз       | 696 из 1324  | 52,6 % | Избран в третьем туре при поддержке ХСС и СвДП                      |
| 1999   | 23 мая      | Йоханнес Рау             | Социал-демократическая партия Германии | 690 из 1338  | 51,6 % | Избран во втором туре при поддержке «Зелёных»                       |
| 2004   | 23 мая      | Хорст Кёлер              | Христианско-демократический союз       | 604 из 1206  | 50,1 % | Избран в первом туре при поддержке ХСС и СвДП                       |
| 2009   | 23 мая      | Хорст Кёлер              | Христианско-демократический союз       | 613 из 1224  | 50,8 % | Избран в первом туре при поддержке ХСС, СвДП и СИ                   |
| 2010   | 30 июня     | Кристиан Вульф           | Христианско-демократический союз       | 625 из 1244  | 50,2 % | Избран в первом туре при поддержке ХСС и СвДП                       |
| 2012   | 18 марта    | Йоахим Вильгельм Гаук    | Независимый                            | 991 из 1240  | 79,9 % | Избран в первом туре при поддержке ХСС, СДПГ, СвДП, «Зелёных» и СЮИ |
| 2017   | 12 февраля  | Франк-Вальтер Штайнмайер | Социал-демократическая партия Германии | 931 из 1260  | 73,9 % | Избран в первом туре при поддержке ХДС/ХСС, СвДП, «Зелёных» и СЮИ   |
| 2022   | 13 февраля  | Франк-Вальтер Штайнмайер | Социал-демократическая партия Германии | 1045 из 1472 | 78,4 % | Избран в первом туре при поддержке ХДС/ХСС, СвДП, «Зелёных» и СЮИ   |

1. ↑  Выборы прошли досрочно из-за отставки Хорста Кёлера в связи с его высказываниями относительно допустимости применения бундесвера для защиты экономических интересов Германии.
2. ↑  Выборы прошли досрочно из-за отставки Кристиана Вульфа в связи с обвиннениями в многочисленных злоупотреблениях полномочиями и статусом и получении финансовой выгоды.

## Прочие выборы
В муниципалитетах проводятся выборы иммигрантов. Кроме того проводятся общенациональные социальные выборы.